# Авельянеда (Санта-Фе)
Авельянеда (исп. Avellaneda) — город и муниципалитет в департаменте Хенераль-Облигадо провинции Санта-Фе (Аргентина).

## История
В XIX веке эти земли входили в состав Национальной территории Чако. В 1879 году на эти земли прибыли переселенцы из северной Италии. Полковник Мануэль Облигадо, который был послан в эти места правительством для отражения набегов индейцев, предложил переселенцам назвать будущий город в честь президента страны Николаса Авельянеды, и это предложение было принято.